# Romain Slocombe
Romain Slocombe (Parigi, 25 marzo 1953) è uno scrittore, fumettista e fotografo francese attivo anche come regista cinematografico, illustratore e traduttore. Le sue opere riguardano principalmente il Giappone, la schiavitù e il periodo della seconda guerra mondiale.

## Biografia
Nato nel 1953, di origine ebraica da sua nonna, Romain Slocombe ha partecipato, dopo aver studiato arte, al gruppo Bazooka, in particolare all'inizio della rivista Métal hurlant (anni '70), per la quale ha prodotto opere di fumetto e illustrazione. Le tematiche da lui trattate si rivolsero presto alla cultura Giappone ed alla schiavitù.
Durante la sua carriera ha utilizzato diverse modalità espressive: fumetto, disegno, pittura, illustrazione, fotografia, cinema, saggi e romanzi, quest'ultimi sia per un pubblico giovanile che per un pubblico adulto. Romain Slocombe ha esposto le sue opere grafiche in Francia e all'estero (New York, Londra, Stoccolma, Tokyo, Bologna…).
Tra il 2000 e il 2006 pubblicò i quattro romanzi della tetralogia chiamata La crocifissione in giallo.
Nel 2011, rispondendo all'invito editoriale della raccolta “Les Affranchis”, pubblica Monsieur le Commandant ottenendo un discreto successo di pubblico, oltreché il Premio Nice Baie des Anges, il Premio Jean d’Heurs ed il Trofeo 813. Nel 2013 con Première station avant l’abattoir voce i premi Prix Mystère de la critique  e Prix Arsène Lupin du meilleur roman policier. Nel 2016 con L’Affaire Léon Sadorski (tradotto in italiano da Maurizio Ferrara e pubblicato da Fazi Editore con il titolo Il caso Léon Sadorski) inaugurò la figura del personaggio dell’ispettore Leo Sadorski, le cui storie proseguiranno negli altri due testi della trilogia L’Étoile jaune de l’inspecteur Léon Sadorski (2017) e Sadorski et l’Ange du péché (2018).
Nel 2012 ha sostenuto Jean-Luc Mélenchon, candidato del Fronte di sinistra alle elezioni presidenziali.

## Pubblicazioni

### Fumetto
- 1978: Prisonnière de l'Armée Rouge, éditions Les Humanoïdes Associés, Paris ISBN 2902123566
- 1984: Yeun-Ok, l'infirmière héroïque, éditions Futuropolis, Paris ISBN 2737653851
- 1985: Tokyo Girl, scénario de Max Fournier, éditions Magic Strip, Paris ISBN 2803501112
- 1986: La nuit de Saïgon, éditions Futuropolis, Paris ISBN 2737654912
- 1987: Cauchemars climatisés, scénario de Marc Villard, éditions Futuropolis, Paris ISBN 2737656257
- 1988: Femmes fatales, éditions Comixland, Paris ISBN 290759303X
- 1988: Le détective du Palace Hôtel, éditions Syros, Paris ISBN 2867382785
- 1989: Tigres volants contre zéros, éditions Albin Michel, Paris ISBN 2226037322
- 1989: Cité des anges, scénario de Marc Villard, éditions Albin Michel, Paris ISBN 2226035567
- 1992: Drôle de dragon à Tokyo, scénario de Paul Thiès, éditions Syros, Paris ISBN 2867387361

### Illustrazioni
- 1981: The Entropy Tango de Michael Moorcock, roman, illustrations de Slocombe, éditions New English Library, Londres ISBN 0450048861
- 1983: L'art médical, ouvrage collectif, éditions Temps Futurs, Paris ISBN 2866070364
- 1986: Tristes vacances, textes de François Landon
- 1987: Cauchemars climatisés de Marc Villard, recueil de nouvelles, illustrations de Slocombe, éditions Futuropolis, Paris ISBN 2737656257
- 1988: Femmes fatales, éditions Comixland, Paris ISBN 290759303X
- 1993: Japon, l'Empire érotique, essai, éditions La Sirène, Paris ISBN 2840450291
- 1997: Japan in Bandage, éditions Artware, Wiesbaden ISBN 3931157016
- 1997: Shasei Techô. An Ejaculatory Sketchbook, éditions CBO, Liancourt
- 1998: Dai Shinsai, éditions CBO, Liancourt
- 1999: True Action, éditions Les Etoiles et les Cochons, Paris ISBN 2911995147
- 2000: Dolls hospital, éditions CBO, Liancourt
- 2001: Crashscape, éditions CBO, Liancourt (120 exemplaires sur sérigraphie, numérotés et signés)
- 2002: L'Homme élégant, éditions Zulma, Paris ISBN 2843042097
- 2003: Carnets du Japon, éditions PUF, Paris ISBN 2130519792
- 2006: Suite viennoise, texte de Roland Jaccard, éditions Denoël, Paris
- 2013: Guerir, Timeless édition, Toulouse

### Fotografia
- 1994 : Broken Dolls, éditions Jean-Pierre Faur, Paris ISBN 2909882063
- 1997 : Tokyo, un monde flottant, éditions Michel Baverey, Paris ISBN 2912688019
- 1997 : City of the broken dolls, éditions Creation Books, Londres ISBN 187159281X
- 1998 : Beauties in Bandage, CD-ROM, éditions Soft Machine, Tokyo
- 2000 : Y + Y, textes de Gilbert Woodbrooke (alias Slocombe), éditions Etude & Promotion de l’Art Contemporain, Le Havre (édition numérotée, 100 exemplaires)
- 2000 : Tokyo Sex Undergnound, éditions Creation Books, Londres ISBN 184068044X
- 2001 : Tokyo Vertigo, textes de Stephen Barber, éditions Creation Books, Tokyo ISBN 1840680369
- 2001 : Les Japonaises blessées, éditions Mondo Bizarro Press, Bologne
- 2002 : Sugar Babies, textes de Roland Jaccard, éditions Zulma, Paris ISBN 2843042291
- 2005 : Femmes de plâtre de Stéphen Lévy-Kuentz, essai sur l'art médical, photographies de Slocombe, éditions La Musardine, Paris ISBN 284271198X
- 2005 : Tokyo blues, éditions Isthme, Paris ISBN 2912688590

### Narrativa
Racconti
- 2000 : Asako's highway, nouvelle, éditions Michel Baverey, Paris, 32 pages ISBN 291268823X
- 2002 : Route 40, nouvelle, éditions Le Monde/Gallimard, 15 pages (Lire la nouvelle)
- 2005 : Refuge, nouvelle, dans le recueil Le Noir dans le blanc, éditions Autres Temps
- 2007 : Sarcome du capricorne, nouvelle, dans le recueil La France d'après, éditions Privé
- 2016 : Route 40, recueil de cinq nouvelles, Éditions Belfond ISBN 978-2714468963
- 2017 : Hématomes, recueil de nouvelles, Éditions Belfond ISBN 978-2-7144-6898-7

Romanzi
- 1983 : Phuong-Dinh Express, illustrations de Slocombe, éditions Les Humanoïdes Associés, Paris ISBN 2731602309
- 2002 : Saké des brumes (collection Le Poulpe No 245), éditions Le Seuil/Baleine, Paris ISBN 2842194055
- 2004 : La Japonaise de St John’s Wood, photographies de Slocombe, éditions Zulma, Paris ISBN 2843042453
- 2004 : Nao, éditions PUF, Paris ISBN 2130538886
- 2007 : Envoyez la fracture "Suite noire" n° 13
- 2008 : Qui se souvient de Paula ?, éditions Syros, Paris
- 2008 : Mortelle résidence, Éditions du Masque ISBN 978-2702431634
- 2009 : Christelle corrigée, Éditions du Serpent à plumes ISBN 978-2268067773
- 2009 : L’Infante du rock, Éditions Parigramme ISBN  2840966050
- 2011 : Monsieur le Commandant, collection « Les Affranchis (collection) », NiL,  ISBN 284111564X, prix Nice-Baie-des-Anges 2012
- 2014 : Avis à mon exécuteur, Éditions Robert Laffont ISBN 978-2-221-13516-7
- 2015 : Un été au Kansai, Éditions Arthaud ISBN 978-2-08-130079-8
- 2016 : Des petites filles modèles, Éditions Belfond ISBN 978-2714460493
- 2019 : La Débâcle, Éditions Robert Laffont, ISBN 978-2221218860
- 2020 ! L'Été 64, Petit Écart ISBN 978-2-95611-924-1

Tétralogie La Crucifixion en jaune:
- 2000 : Un été japonais (tétralogie La Crucifixion en jaune, No 1), Gallimard, Paris ISBN 207049960X
- 2001 : Brume de printemps (tétralogie La Crucifixion en jaune, No 2), Gallimard, Paris ISBN 207049974X
- 2003 : Averse d’automne (tétralogie La Crucifixion en jaune, No 3), éditions Gallimard, Paris ISBN 2070429369
- 2006 : Regrets d’hiver (tétralogie La Crucifixion en jaune, No 4), éditions Fayard, Paris ISBN 2213628955

Trilogie L’Océan de la stérilité:
- 2008 : L’Océan de la stérilité, T.1, Lolita complex, Éditions Fayard ISBN 9782213631813
- 2010 : L’Océan de la stérilité, T.2, Sexy New-York, Éditions Fayard ISBN 9782213631820
- 2012 : L'Océan de la stérilité, T.3, Shanghai Connexion, Éditions Fayard ISBN 978-2213631806

Aventures de l’inspecteur Léon Sadorski:
- 2016 : L'Affaire Léon Sadorski, Éditions Robert Laffont ISBN 2221187776
- 2017 : L’Étoile jaune de l'inspecteur Léon Sadorski, Éditions Robert Laffont ISBN 2221187768
- 2018 : Sadorski et l'Ange du péché, Éditions Robert Laffont ISBN 2221199014

## Filmografia
- 1995 : Un monde flottant, film de 60 min, France; production: Rencontres internationales de la photographie (Arles)
- 1996 : Tokyo Love, court-métrage (21 min), Japon/USA; production: Momoko Films/Haxan Films
- 1998 : La Femme de plâtre, court-métrage, France; coscénariste: Pierre Tasso; production: Ex Nihilo pour Canal+[2]
- 1999 : Week-end à Tokyo, court-métrage (21 min), France; coréalisation: Pierre Tasso ; production: Ex Nihilo pour Canal+[3]
- 2001 : Kinbaku, la forêt des arbres bleus, court-métrage (26 min), France; coréalisation: Pierre Tasso ; production: UMT[4]